# CK Falken
Cykelklubben Falken är cykelklubb från Haninge, söder om Stockholm, som bildades den 1 februari 1927.
Den är en av Sveriges mest anrika och framgångsrika cykelklubbar.[källa behövs] Den fick redan första året sin första svenska mästare. Det var Nils Holmqvist som vann milen på tiden 14 minuter och 18 sekunder - en tid som faktiskt är gångbar även i våra dagar. Klubben har även på senare tid presterat många fina resultat.[källa behövs]